# 萩 (樅型駆逐艦)
| ウェーキ島に接岸する第三十二号哨戒艇（葵、左）と第三十三号哨戒艇（萩、右） | |
| 艦歴                                                                       | |
| 計画                                                                       | 1917年度 |
| 起工                                                                       | 1920年2月28日 |
| 進水                                                                       | 1920年10月29日 |
| 就役                                                                       | 1921年4月20日 |
| その後                                                                     | 1940年4月1日哨戒艇編入、第三十三号哨戒艇と改名 1941年高速輸送艦に改造 1941年12月22日接岸強行擱座、放棄            |
| 除籍                                                                       | 1942年1月10日 |
| 性能諸元（計画）                                                           | |
| 排水量                                                                     | 基準：公表値 770トン 常備：850.00トン                                                                             |
| 全長                                                                       | 全長：290 ft 0 in (88.39 m) 水線長：280 ft 0 in (85.34 m) 垂線間長：275 ft 0 in (83.82 m)                         |
| 全幅                                                                       | 26 ft 0 in (7.92 m)または7.93m                                                                                    |
| 吃水                                                                       | 8 ft 0 in (2.44 m)                                                                                                |
| 深さ                                                                       | 16 ft 3 in (4.95 m)                                                                                               |
| 推進                                                                       | 2軸 x 400rpm 直径 8 ft 6 in (2.59 m)、ピッチ3.378m または直径2.565m、ピッチ3.353m                                 |
| 機関                                                                       | 主機：ブラウン・カーチス式オールギアードタービン(高低圧) 2基 出力：21,500shp ボイラー：ロ号艦本式缶(重油専焼) 3基 |
| 速力                                                                       | 36ノット |
| 燃料                                                                       | 重油250トン |
| 航続距離                                                                   | 3,000カイリ / 14ノット                                                                                            |
| 乗員                                                                       | 計画乗員 107名 竣工時定員 110名                                                                                   |
| 兵装                                                                       | 45口径三年式12cm砲 単装3門 三年式機砲 2挺 53cm連装発射管 2基4門 魚雷8本                                           |
| 搭載艇                                                                     | 内火艇1隻、18ftカッター2隻、20ft通船1隻                                                                           |
| 備考                                                                       | ※トンは英トン |

萩（はぎ）は、大日本帝国海軍の駆逐艦で、樅型駆逐艦の11番艦である。同名艦に橘型駆逐艦の「萩」があるため、こちらは「萩 (初代)」や「萩I」などと表記される。1940年（昭和15年）4月1日、哨戒艇に類別変更。第三十三号哨戒艇に改称。1941年（昭和16年）12月22日、ウェーキ島上陸作戦で、接岸を強行して擱座し放棄された。

## 艦歴
1920年（大正9年）2月28日、浦賀船渠で起工。同年10月29日午後4時30分進水。1921年（大正10年）4月20日竣工。
1937年（昭和12年）、日中戦争において華北沿岸の作戦に参加した。
1940年（昭和15年）4月1日、哨戒艇に類別変更。第三十三号哨戒艇に改称。
1941年11月20日に南洋部隊に編入され、太平洋戦争緒戦のウェーク島攻略作戦に参加した。
11月20日、呉発。サイパンを経て12月2日にルオットに到着。同日、ルオット発。ウオッゼで陸戦隊を収容しルオットに戻った。
12月8日、ウェーク島攻略部隊（「第三十三号哨戒艇」の他、軽巡洋艦「夕張」、特設巡洋艦「金剛丸」、「金龍丸」など）とウェーク島攻略援護隊（軽巡洋艦2隻）はルオットから出撃した。
12月10日にウェーク島に到着。しかし波浪が高く艦の動揺のため特設巡洋艦「金剛丸」、「金龍丸」は大発を降ろせず、駆逐艦2隻も失い攻略部隊などはルオットに引き帰した。「第三十二号哨戒艇」と「第三十三号哨戒艇」は大発を降ろすことに成功し陸戦隊も移乗したが、避退命令が出たため陸戦隊は取り残されることになった。この陸戦隊は駆逐艦「睦月」に収容された。
ウェーク島攻略は兵力が増強され再び行なわれた。その際、攻略部隊では最悪哨戒艇を擱坐させてでも揚陸を行なうことに決め、了承を得た。攻略部隊などは12月21日にルオットから出撃。12月22日にウェーク島に到着した。「第三十二号哨戒艇」は大発を降ろすことに成功したが「第三十三号哨戒艇」は大発を降ろせず、擱坐上陸が決定された。その後「第三十三号哨戒艇」も大発を降ろすことに成功し、それから「第三十二号哨戒艇」は12月23日0時30分に、「第三十三号哨戒艇」もその20分後くらいに擱坐して陸戦隊を上陸させた。
1942年（昭和17年）1月10日に除籍。

## 艦長
※『日本海軍史』第9巻・第10巻の「将官履歴」及び『官報』に基づく。
艤装員長
- 中島直熊 少佐：1920年9月1日[20] -

駆逐艦長
- 中島直熊 少佐：1921年4月20日[21] - 12月1日[22]
- 長井実養 少佐：1921年12月1日[22] - 1922年12月1日[23]
- 鈴木田幸造 少佐：1922年12月1日[23] - 1924年12月1日[24]
- 河瀬四郎 少佐：1924年12月1日 - 1925年5月20日
- 横山茂 少佐：1925年5月20日[25] - 1925年12月2日[26]
- 栗田健男 少佐：1925年12月2日 - 1926年12月1日
- 伊藤弁之助 少佐：1926年12月1日[27] - 1927年5月25日[28]
- （兼）武田喜代吾 少佐：1927年5月25日[28] - 8月10日[29]
- 清水他喜雄 少佐：1927年8月10日[29] - 1929年9月5日[30]
- 木村昌福 少佐：1929年9月5日 - 1930年11月15日
- （兼）島崎利雄 少佐：1930年11月15日 - 1930年12月1日
- 広瀬貞年 大尉：1930年12月1日[31] - 1932年12月1日[32]
- 岩瀬奥市 大尉：1932年12月1日[32] - 1933年10月1日[33]
- 折田常雄 大尉：1933年10月1日 - 1935年4月25日
- 飛田健二郎 大尉：1935年4月25日[34] - 1936年12月1日[35]
- 岩上次一 少佐：1936年12月1日 - 1938年2月21日
- 中俣勇 少佐：1938年2月21日[36] - 1938年12月1日[37]
- 浅海六郎 大尉：1938年12月1日[37] - 1939年11月15日[38]
- 川橋秋文 少佐：1939年11月15日[38] -